# Daniel Model
 (avril 2021).
La mise en forme du texte ne suit pas les recommandations de Wikipédia : il faut le « wikifier ».
Les points d'amélioration suivants sont les cas les plus fréquents :
- Les titres sont pré-formatés par le logiciel. Ils ne sont ni en capitales, ni en gras.
- Le texte ne doit pas être écrit en capitales (les noms de famille non plus), ni en gras, ni en italique, ni en « petit »…
- Le gras n'est utilisé que pour surligner le titre de l'article dans l'introduction, une seule fois.
- L'italique est rarement utilisé : mots en langue étrangère, titres d'œuvres, noms de bateaux, etc.
- Les citations ne sont pas en italique mais en corps de texte normal. Elles sont entourées par des guillemets français : « et ».
- Les listes à puces sont à éviter, des paragraphes rédigés étant largement préférés. Les tableaux sont à réserver à la présentation de données structurées (résultats, etc.).
- Les appels de note de bas de page (petits chiffres en exposant, introduits par l'outil «  Source ») sont à placer entre la fin de phrase et le point final[comme ça].
- Les liens internes (vers d'autres articles de Wikipédia) sont à choisir avec parcimonie. Créez des liens vers des articles approfondissant le sujet. Les termes génériques sans rapport avec le sujet sont à éviter, ainsi que les répétitions de liens vers un même terme.
- Les liens externes sont à placer uniquement dans une section « Liens externes », à la fin de l'article. Ces liens sont à choisir avec parcimonie suivant les règles définies. Si un lien sert de source à l'article, son insertion dans le texte est à faire par les notes de bas de page.
- La présentation des références doit suivre les conventions bibliographiques. Il est recommandé d'utiliser les modèles {{Ouvrage}}, {{Chapitre}}, {{Article}}, {{Lien web}} et/ou {{Bibliographie}}. Le mode d'édition visuel peut mettre en forme automatiquement les références.
- Insérer une infobox (cadre d'informations à droite) n'est pas obligatoire pour parachever la mise en page.

Pour une aide détaillée, merci de consulter Aide:Wikification.
Si vous pensez que ces points ont été résolus, vous pouvez retirer ce bandeau et améliorer la mise en forme d'un autre article.
Ne pas confondre avec le directeur de la photographie américain Daniel Moder (né en 1969).
Daniel Model (né en 1960 ) est un entrepreneur suisse.

## Biographie
Model a obtenu son doctorat en 1991 à l' Université de Saint-Gall avec une thèse sur le sport comme modèle de pensée et d'action pour l'optimisation des performances en management. Il dirige la Model Holding depuis 1995.
Model a fondé la micronation Avalon (de) en 2006,,,. En 2012, il a inauguré le "Modelhof" à Müllheim comme son « siège du gouvernement». L'architecture du Modelhof est «un mélange de bâtiment administratif, de temple et d'opéra, avec des citations de la Renaissance et de l'anthroposophie" .
Pour des raisons fiscales, entre autres, Model a déménagé sa résidence de Salenstein à Vaduz fin 2013 .
Model est considéré comme libertaire; il est proche du One People's Public Trust,.
Il a également été deux fois champion de curling suisse.

## Publications
- Sport als Denk- und Handlungsmodell für die Leistungsoptimierung im Management (= « Le sport comme modèle de pensée et d'action pour optimiser les performances en management »). Dissertation en économie, Université de Saint-Gall, 1991. (OCLC 715292050)
- Vom Geben und Wegnehmen: 49 polemische Thesen eines Unternehmers zu Politik, Staat und Demokratie. (= « À propos du don et de l'emporter: 49 thèses polémiques d'un entrepreneur sur la politique, l'État et la démocratie ».) Dans: Schweizer Monatshefte, Volume 90 (2010), Numéro 980, pp. 42–44. DOI 10.5169/seals-168558